# شينغو كاي
شينغو كاي (باليابانية: 甲斐真吾) هو لاعب كرة الماء ياباني، ولد في 8 يناير 1963.

## وصلات خارجية
- شينغو كاي على موقع الاتحاد الدولي للسباحة (الإنجليزية)
- شينغو كاي على موقع أوليمبيديا (الإنجليزية)